# Amtsgericht Lichtenfels

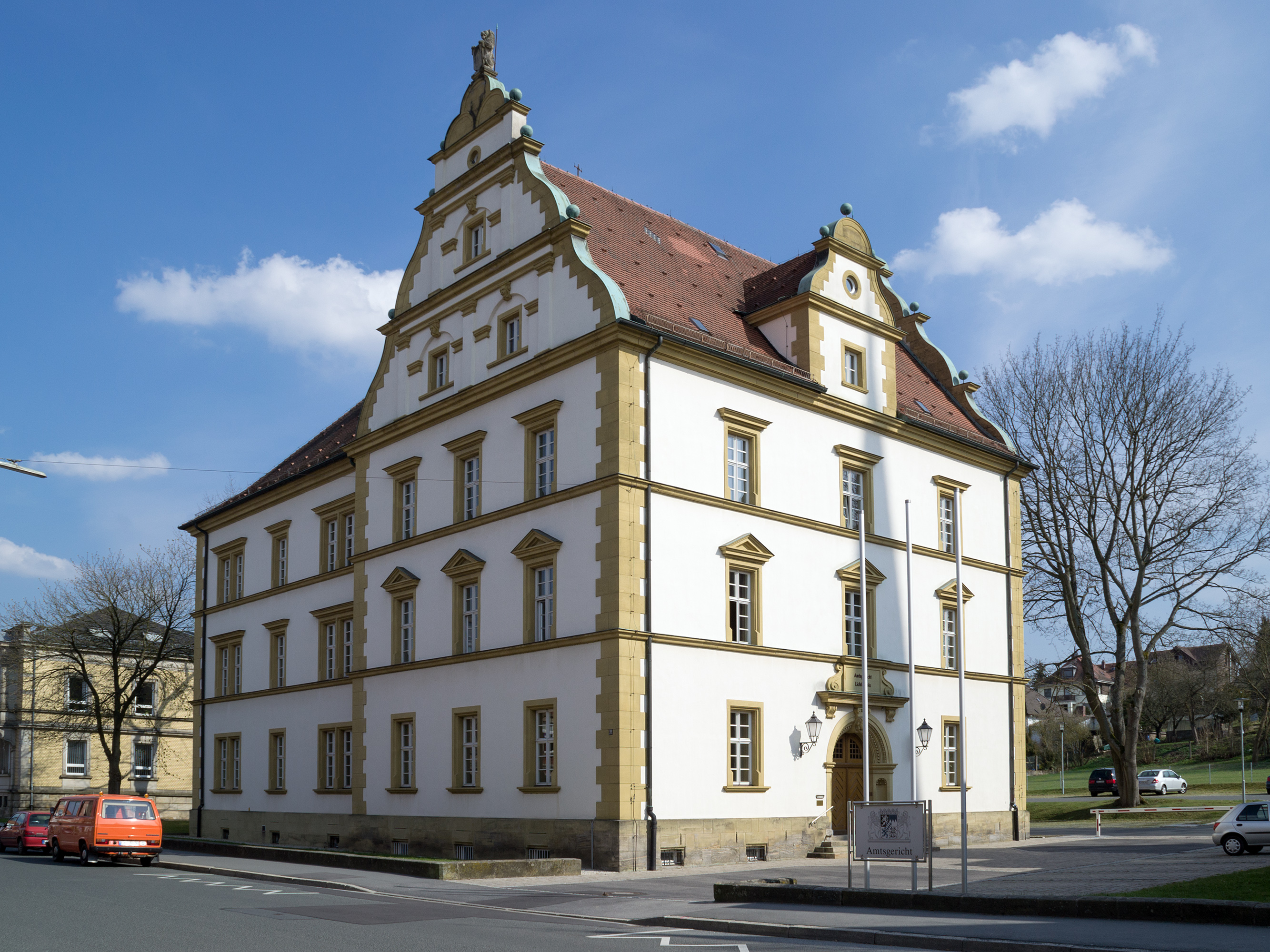
Amtsgericht Lichtenfels (2012)

Das Amtsgericht Lichtenfels ist eines von 73 Amtsgerichten in Bayern und ein Gericht der ordentlichen Gerichtsbarkeit mit Sitz in der Stadt Lichtenfels.

## Zuständigkeitsbereich und Instanzenzug
Die örtliche Zuständigkeit des Amtsgerichts Lichtenfels umfasst den gesamten Landkreis Lichtenfels. In Insolvenz-, Landwirtschafts-, Mahn-, Register- und Zwangsversteigerungssachen ist das Amtsgericht Coburg zuständig. Zentrales Vollstreckungsgericht für ganz Bayern ist das Amtsgericht Hof.
Die nächsthöhere Instanz war bis zum 1. April 1921 das Landgericht Bamberg, danach ist es das Landgericht Coburg. Die weiteren Instanzen sind das Oberlandesgericht Bamberg und der Bundesgerichtshof.

## Geschichte
Anlässlich der Einführung des Gerichtsverfassungsgesetzes am 1. Oktober 1879 wurde in der Stadt Lichtenfels ein Amtsgericht errichtet, dessen Sprengel aus dem Landgerichtsbezirk Lichtenfels mit den damaligen Gemeinden Buch am Forst, Burgberg, Graitz, Hochstadt am Main, Isling, Kösten, Köttel, Lahm, Lettenreuth, Lichtenfels, Mannsgereuth, Michelau, Mistelfeld, Mönchkröttendorf, Neuensee, Neuses am Main, Oberlangheim, Obersdorf, Oberwallenstadt, Redwitz an der Rodach, Reundorf, Roth, Schney, Schwürbitz, Seubelsdorf, Stetten, Trainau, Trieb, Wolfsloch, Zettlitz, Zeublitz und Zeuln nebst der vorher zum Landgerichtsbezirk Weismain gehörenden Gemeinde Rothmannsthal gebildet wurde.
Durch die kriegsbedingte Herabstufung der Amtsgerichte Staffelstein und Weismain zu Zweigstellen des Amtsgerichts Lichtenfels vergrößerte sich der Lichtenfelser Gerichtsbezirk um
- die Orte Altenbanz, Birkach, Busendorf, Dittersbrunn, Döringstadt, Draisdorf, Ebensfeld, Ebing, Eggenbach, Frauendorf, Freiberg, Grundfeld, Herreth, Horsdorf, Kaltenbrunn (Itzgrund), Kleukheim, Kümmel, Lahm (Itzgrund), Medlitz, Messenfeld, Nedensdorf, Oberbrunn, Oberküps, Oberleiterbach, Prächting, Rattelsdorf, Schönbrunn, Schwabthal, Serkendorf, Stadel, Staffelstein, Stublang, Uetzing, Unnersdorf, Unterbrunn, Unterleiterbach, Unterneuses, Unterzettlitz, Weingarten, Wiesen, Wolfsdorf und Zapfendorf vom AG Staffelstein,
- die Orte Altenkunstadt, Arnstein, Buckendorf, Burgkunstadt, Burkersdorf, Burkheim, Ebneth, Fesselsdorf, Gärtenroth, Geutenreuth, Großziegenfeld, Kaspauer, Kirchlein, Kleinziegenfeld, Maineck, Mainroth, Modschiedel, Neudorf, Pfaffendorf, Strössendorf, Theisau, Wallersberg, Weiden, Weidnitz und Weismain vom AG Weismain.[4]

Die Zweigstellen Staffelstein und Weismain wurden am 1. Juli 1959 geschlossen.
Seit Inkrafttreten des Gesetzes über die Organisation der ordentlichen Gerichte im Freistaat Bayern (GerOrgG) am 1. Juli 1973 umfasst der Amtsgerichtsbezirk Lichtenfels das Gebiet des Landkreises Lichtenfels. Dadurch wurde die Zuständigkeit für
- Busendorf, Ebing, Medlitz, Oberleiterbach, Rattelsdorf, Unterleiterbach und Zapfendorf als Bestandteil des neuen Landkreises Bamberg an das Amtsgericht Bamberg,
- Freiberg, Herreth, Kaltenbrunn (Itzgrund) und Lahm (Itzgrund) als Teil des neuen Landkreises Coburg an das Amtsgericht Coburg und
- die nun zum Landkreis Kronach gehörende Ortschaft Burkersdorf im Austausch für den Ort Unterlangenstadt an das Amtsgericht Kronach

abgegeben.
Die Personalsituation am Amtsgericht Lichtenfels im Herbst 2013 wurde durch den Dienstantritt des Richters auf Probe Maik Bunzel entspannt. Ein Jahr später wurde bekannt, dass dieser Frontmann der antisemitischen Band Hassgesang war. Das Bayerische Landesamt für Verfassungsschutz war bereits im Februar 2014 über die politischen Aktivitäten des Juristen informiert. Nach Einschätzung von Gordian Meyer-Plath vom Verfassungsschutz Brandenburg war Hassgesang der 'verlängerte musikalische Arm' der südbrandenburgischen Neonazi-Szene um das 2012 verbotene Portal Spreelichter. Vom Amtsgericht Cottbus war Bunzel 2004 zu einer Geldstrafe wegen Volksverhetzung und Aufforderung zu Straftaten im Hassgesang-Album „Bis zum letzten Tropfen“ verurteilt worden. Der Richter wurde vom Dienst suspendiert und kurz darauf auf eigenen Antrag entlassen.

## Gerichtsgebäude
Das heutige Gerichtsgebäude wurde 1903 erbaut und befindet sich an der Kronacher Straße 18. Der stattliche Bau mit charakteristischem Schweifgiebel steht unter Denkmalschutz.